# Henry Padovani

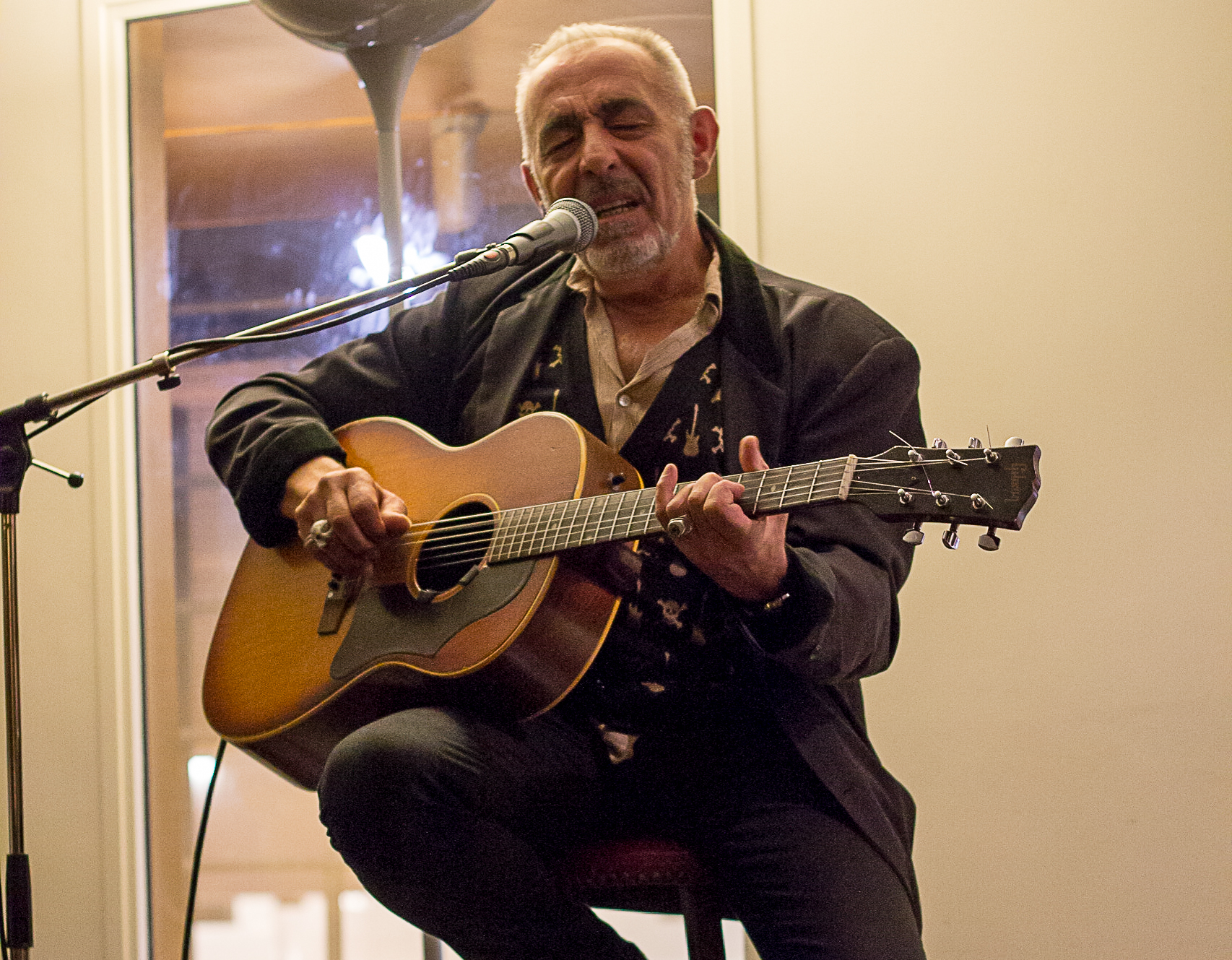
Henry Padovani in 2016

Henry Padovani (Bastia (Corsica), 13 oktober 1952) is een Franse gitarist en de oorspronkelijke gitarist van The Police.

## Levensloop
Hij maakte van december 1976 tot augustus 1977 deel uit van de band en werd vervangen door Andy Summers. Padovani studeerde economie in Aix-en-Provence en luisterde naar Jimi Hendrix. Hij verhuisde in december 1976 naar Londen. Daar ging hij met vrienden naar een optreden van Curved Air. Samen met de drummer van Curved Air, Stewart Copeland, kwam hij in The Roxy in Londen in aanraking met punk en werd lid van The Police. Sting, Copeland en Padovani namen de debuutsingle Fall Out / Nothing Achieving op. Een tour eindigde  op het punkfestival in Mont-de-Marsan waarbij gitarist Andy Summers zich inmiddels bij de band had gevoegd. Er volgde in de Pathway Studios in Londen een opnamesessie van The Police als kwartet en mét producer John Cale; de nummers Visions Of The Night en Dead End Job werden vastgelegd. Henry Padovani verliet wegens verschillende visies The Police op 12 augustus 1977. Hij kwam sterk terug bij Wayne County & the Electric Chairs, Kim Wilde en formeerde zijn eigen band The Flying Padovanis. Van 1988 tot 1994 werkte Henry Padovani samen met Miles Copeland III in het door hem opgerichte platenlabel I.R.S. Records.
Tijdens de reünieconcerten van The Police in het Stade de France in september 2007 trad Henry Padovani samen met zijn oude band op. Ook was hij te gast bij het optreden van Sting dat hij gaf bij de heropening van de Bataclan in Parijs op 12 november 2016.
Henry Padovani heeft enkele solo-albums uitgebracht.